# Sony Music Entertainment Japan

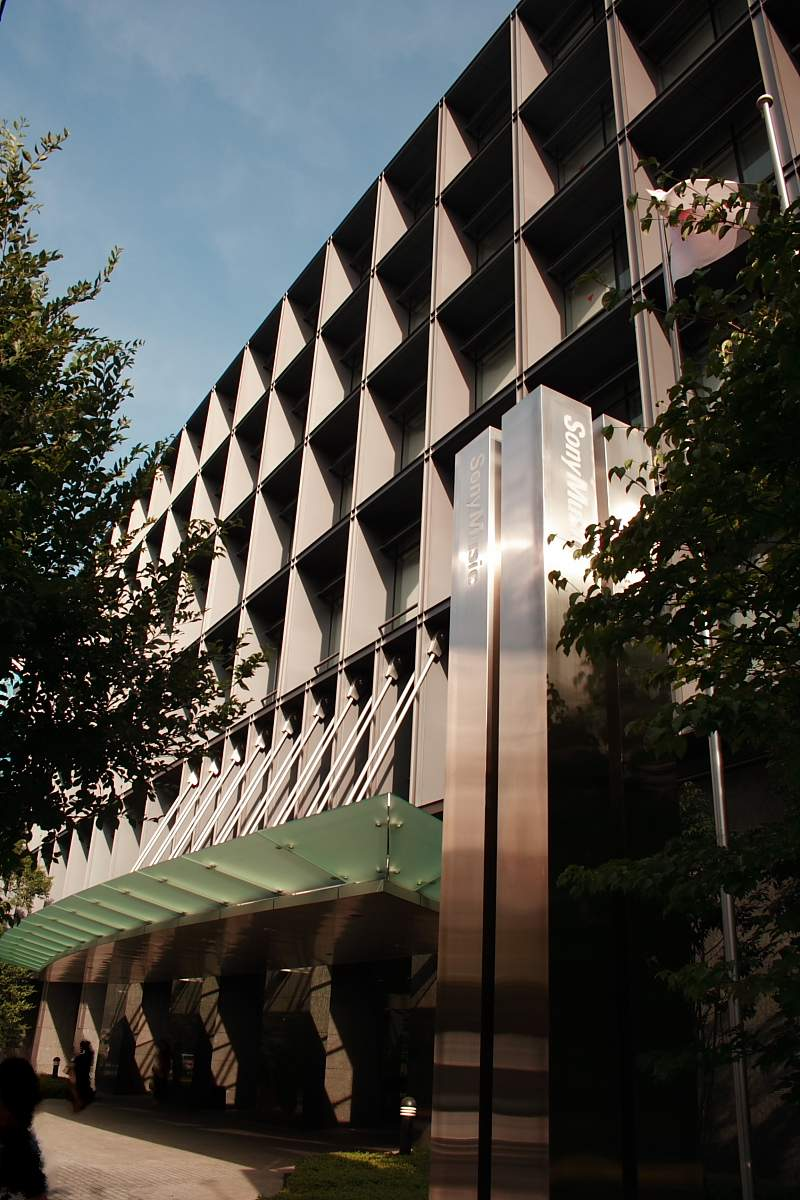
A Sony Music Entertainment Japan székhelye Rokubancsóban, ahová 2001 júniusában költöztek át

A Sony Music Entertainment Japan (株式会社ソニー・ミュージックエンタテインメント; Hepburn: Kabushiki gaisha Sonī Myūjikku Entateinmento; gyakran SMEJ vagy Sony Music Japan alakban rövidítve) a Sony japán zenei részlege. Az SMEJ-t közvetlenül a Sony Corporation irányítja, az erős japán zenei piac révén független az amerikai Sony Music Entertainmenttől.
A cég leányvállalatai közé tartozik az Aniplex anime gyártó vállalat, melyet 1997 januárjában alapított a Sony Music Entertainment Japan és a Sony Pictures Entertainment, de 2001-ben az előbbi teljes tulajdonú leányvállalata lett.
2007 márciusáig a Sony Music Japannek volt egy észak-amerikai alkiadója, a Tofu Records. Kiadványainak egy részét vagy a Columbia Records vagy az Epic Records jelenteti meg a régióban.
A Sony Corporation of America a Bertelsmann a Sony BMG-ben lévő részvényeinek felvásárlásának köszönhetően a Sony Music Entertainment Japan is jelentős részt szerzett a BMG Music Japanből a Sony BMG-től, majd az a Sony Music Japan teljes tulajdonú leányvállalata lett.

## Történelme
A Sony Music Entertainment Japant 1968 márciusában jegyezték be hivatalosan, mint egy tokiói székhelyű közös vállalkozást a Sony Corporation és az amerikai CBS konglomerátum közös vállalkozásaként, amely az utóbbi zenei kiadványait terjeszti Japánban. A céget CBS/Sony Records néven jegyezték be, elnöke a Sony társalapítója, Morita Akio volt.
Ohga Norio a cég alapítása óta tagja volt a vállalat vezetői tanácsának, 1970 óta az elnöke és a képviselő-testületének igazgatója. 1972-ben amikor a CBS/Sony robusztus nyereséget termelt, akkor Ohgát az igazgatótanács elnökévé nevezték ki és magában a Sonyban is nagyobb befolyásra tett szert. 1980-ban Ozava Tosio váltotta Ohgát az elnöki székben.
1983-ban a céget átnevezték CBS/Sony Groupra.

### A Sony felvásárolja a CBS Records-t (1988)
1988 januárjában több mint egyéves tárgyalások után a Sony felvásárolta a CBS Records-t és a CBS/Sony Group azt az 50%-át, ami még nem volt a birtokában.
1988 márciusában a CBS/Sony Groupnak több teljes tulajdonú leányvállalata nyílt, név szerint a CBS/Sony, Epic Records Japan, CBS/Sony Records és a Sony Video Software International.
A céget átnevezték Sony Music Entertainment (Japan)-re.
1992 januárjában Macuo Sugót nevezték ki az új elnöknek, Ozava Tosio pedig az igazgatótanács elnöke lett.
A cég összesített árbevétele az 1991. március 31-ei üzleti évet bezáróan 83,8 milliárd jen volt, ebből pedig 9,2 milliárd jen volt a profit.
1996 júniusában Kunugi Rjokicsi lett az új elnök, Macuo Sugo pedig az igazgatótanács elnöke.
Marujama Sigeo 1997. október 1-jén vezérigazgató, majd 1998 februárjában Kunugit váltva a cég elnöke lett.
2007 óta Kitagava Naoki a vállalat vezérigazgató.

### Az egyre erősödő konkurencia
A cég vezető pozícióját egyre inkább veszélyezteti a többi lemezkiadó, elsősorban az Avex (amelyben az SMEJ eredetileg 5%-os részvényt birtokolt). Az 1997. március 31-ei üzleti évet bezáróan a vállalat árbevétele 10%-ot csökkent az előző évhez képest (103 milliárd jen), míg a profit 41%-ot zuhant (7,7 milliárd jen). Ez idő tájt a piaci részesedésük kevesebb volt, mint 18%. 1997 augusztusában a Sony Music Entertainment Japan legsikeresebb előadója átszerződött a rivális Virgin Records America kiadóhoz.

## Leányvállalatai
- Aniplex
  - A-1 Pictures Inc.
  - Aniplex of America Inc.
  - Aniplex (Shanghai) Ltd. (51%)
  - Boundary Inc.
  - CloverWorks Inc.
  - Crunchyroll, LLC (a Sony Pictureszel közösen)
    - Crunchyroll streaming
    - Crunchyroll UK and Ireland
    - Crunchyroll Store Australia
    - Crunchyroll EMEA
      - Crunchyroll SAS
      - Crunchyroll SA
      - Crunchyroll GmbH

    - Crunchyroll Games
    - Crunchyroll Store
    - Crunchyroll Channel (FAST streaming csatorna; vegyesvállalat a Sony Pictures Television Networks Game Show Network, LLC nevű leányvállalatával)

  - Peppermint Anime GmbH (vegyesvállalat a Peppermint GmbH-val)
  - Myriagon Studio
  - Lasengle
- Ariola Japan
- Epic Records Japan
- Kioon Music
  - Fitz Beat
  - Haunted Records
  - Ki/oon Records2
  - NeOSITE
  - Siren Song
  - Trefort
- M-On Entertainment, Inc.
  - Music On! TV
- mora
- Peanuts Worldwide (39%; a WildBrainnel (41%) és a Charles M. Schulz Creative Associatesszel (20%))
- Sacra Music
- Sony Creative Products Inc.
- Sony DADC Japan Inc.
- Sony Music Artists Inc.
- Sony Music Communications Inc.
- Sony Music Direct (Japan) Inc.
- Sony Music Labels Inc.
- Sony Music Marketing Inc.
- Sony Music Associated Records
- Sony Music Publishing
- Sony Music Records
  - gr8! Records
  - Mastersix Foundation
  - N46Div
  - Niagara Records
  - VVV Records
- Unties
- Jisedai Inc.
- MusicRay’n Inc.
- room NB Inc.
- Zepp Hall Network Inc.

### Megszűnt
- Studioseven Recordings (2006–2010)
- Tofu Records (amerikai alkiadó, 2003–2007)

## Nevezetes előadói
- 2AM
- 2PM
- 72
- 9nine
- Access
- Aco
- AKB48 (2006–2008)
- An Cafe
- Angela Aki
- Aqua Timez
- Asian Kung-Fu Generation
- Automatic Loveletter
- Beat Crusaders
- Boom Boom Satellites
- The Boss
- The Brilliant Green
- Buckethead
- Chemistry
- Cinder Road
- Cool Joke
- Crystal Kay (1999–2011)
- Cudzsi Sion
- Cujuzaki Harumi
- Csinen Rina
- Csitosze Hadzsime
- Debbie Gibson
- Denki Groove
- Depapepe
- Dir en grey
- Does
- Ecosystem
- Eric Martin
- Fight Like Apes
- Flow
- Fukuhara Miho
- Galileo Galilei
- The Gazette
- Halcali
- Himeka
- Hirai Ken
- Home Made Kazoku
- Hosimura Mai
- Hyde
- I Am Ghost
- I Wish
- Ikimono-gakari
- Itó Juna
- Jasmine
- Jinn
- Joe Inoue
- Judy and Mary
- June
- K
- Kalafina
- Kanda Szajaka
- Kavasze Tomoko
- Kelun
- Kitade Nana
- Kondó Maszahiko
- Kotobuki Minako
- Kurijama Csiaki
- Kuroki Meisza
- Kuroneko Chelsea
- L’Arc-en-Ciel
- Lama

- Ling tosite sigure
- Little by Little
- Loick Essien
- Long Shot Party
- Maborosi
- Macuda Szeiko
- MBLAQ
- MiChi
- Kato Miliyah
- Nagasze Miju
- Nakagava Sókó
- Nakajama Uri
- Nakasima Mika
- Naniva Express
- Nico Touches the Walls
- Nisino Kana
- no3b
- Nobodyknows
- Nogizaka46
- Okuda Tamio
- Orange Range
- OreSkaBand
- Oszava Sinicsi
- Polysics
- Porno Graffitti
- Prague
- Puffy AmiYumi
- Rie fu
- Rize
- Rookiez Is Punk’d
- Rythem
- Sambomaster
- Scandal
- School Food Punishment
- Secret
- Siam Shade
- Sid
- Soul’d Out
- Soulhead
- Sowelu
- Spyair
- Stance Punks
- Stephanie
- Stereopony
- Subsonic Factor
- SunSet Swish
- Supercell
- T.M.Revolution
- Tacica
- Takagaki Ajahi
- Tamaki Nami
- Tenaka Obi
- TiA
- Tojoszaki Aki
- Tomacu Haruka
- Totalfat
- Uverworld
- Vatanabe Maju (AKB48)
- Vivid
- X Japan
- Yellow Generation
- Yoshida Brothers
- Younha
- Yui
- Zone

## Vezetők
- Ohga Norio
- Morita Akio
- Ozava Tosio
- Macuo Sugo
- Kunugi Rjokicsi
- Marujama Sigeo
- Josida Takasi (2003 augusztusában lett a Warner Music Japan elnöke, 2010-ben elhunyt)
- Inagaki Hirosi (jelenleg az Avex Groupnál dolgozik)
- Kitagava Naoki
- Enomoto Kazutomo
- Yaz Noya (a Tofu Records alapítója)

### Főbb riválisok
- Avex Group (korábban a Sony Music leányvállalata, a második legnagyobb japán lemezkiadó)
- Universal Music Japan
- Warner Music Japan
- EMI Music Japan